# Die Sklavenkarawane (Roman)
Die Sklavenkarawane ist ein Roman des deutschen Schriftstellers Karl May. Das Buch wurde erstmals von Oktober 1889 bis September 1890 in Fortsetzungen in der Zeitschrift Der gute Kamerad veröffentlicht. Die erste Buchausgabe erschien 1893.

## Inhalt
Hauptfiguren sind zwei Forschungsreisende, die Brüder Emil Schwarz und Josef Schwarz, die getrennt im Sudan unterwegs sind. Mehrere Araber vom Stamme der Homr versuchen, Emil Schwarz auf seiner Reise nach Faschoda zu ermorden. Er überlebt den Anschlag unverletzt, nimmt die Araber seinerseits gefangen und übergibt sie dem Statthalter von Faschoda.
Die Araber handelten im Auftrag von Abu el Mot, einem berüchtigten Sklavenjäger. Von dem Statthalter erfährt Emil Schwarz, dass die Niederlassung Abu el Mots, die Seribah Omm et Timsah, am Nil südlich von Faschoda liegt. Josef Schwarz ist per Schiff auf dem Nil unterwegs; sein Weg nach Faschoda führt an der Seribah Omm et Timsah vorbei.
Währenddessen plant Abd el Mot, der Stellvertreter Abu el Mots, das Dorf Ombula zu überfallen und die Bewohner zu versklaven. Er befiehlt den Sklaven Tolo und Lobo, ihn und seine Männer nach Ombula zu führen. Tolo und Lobo haben aber Verwandte und Freunde in Ombula. Sie fliehen von der Seribah, um die Bewohner Ombulas zu warnen.
Als sie von großen Hunden gejagt werden, die Abd el Mot auf ihre Spur angesetzt hat, müssen Tolo und Lobo ins Wasser flüchten. Das Auftauchen eines Schiffes bewahrt sie davor, von Krokodilen aufgefressen zu werden. An Bord des Schiffes befinden sich Josef Schwarz und sein Freund, der Doktor Ignatius Pfotenhauer. Als sie von dem geplanten Überfall erfahren, beschließen Schwarz und Pfotenhauer, dass Josef Schwarz anstelle von Tolo und Lobo nach Ombula geht.
Josef Schwarz engagiert einen alten Elefantenjäger, der ihn nach Ombula führen soll. Auf dem Weg nach Ombula erfährt Josef Schwarz, dass sein Führer tatsächlich Barak el Kasi, der Emir von Kenadem ist, dessen Sohn Mesuf einst von dem Sklavenjäger Ebrid Ben Lafsa geraubt und als Sklave verkauft wurde. Nun ist der Elefantenjäger auf der Suche nach Ebrid Ben Lafsa, um sich an ihm zu rächen. Josef Schwarz berichtet, dass ein junger Mann, auf den die Beschreibung Mesufs zutrifft, zur Besatzung seines Schiffes gehört.
Kurz vor Ombula fallen Josef Schwarz und der Elefantenjäger in die Hände Abd el Mots. Es stellt sich heraus, dass Abd el Mot und Ebrid Ben Lafsa dieselbe Person sind. Tatenlos müssen die Gefangenen mitansehen, wie Ombula in Brand gesteckt und die Bewohner versklavt werden.
Unterdessen fährt Emil Schwarz auf einem Schiff, das ihm vom Statthalter von Faschoda zur Verfügung gestellt wurde, seinem Bruder entgegen. Emil Schwarz trifft auf Pfotenhauer, der ihm von dem Vorhaben seines Bruders erzählt. Gemeinsam setzen Emil Schwarz und Pfotenhauer ihre Reise fort. Unterwegs erfahren sie, dass Josef Schwarz und sein Gefährte in die Hände der Sklavenjäger gefallen sind. Sie befreien die Gefangenen und legen den Sklavenjägern das Handwerk.

## Hauptfiguren
Die Sklavenkarawane ist ein Roman, den Karl May speziell für die jungen Leser geschrieben hat. Für etwas Humor sorgen Pfotenhauer und der Ungar Uszkar Istvan, ein Möchtegerngelehrter, der ein Buch mit dem Titel Warum die Vögel Federn haben schreibt. Dies wird jedoch von den Untaten der Sklavenjäger überschattet. Die überragende Gestalt ist jedoch der grausame Abd el Mot, eine beeindruckende Verkörperung des Bösen. Er wirft den Wärter, der Tolo und Lobo entkommen ließ, lebendig den Krokodilen zum Fraß vor; er foltert den Elefantenjäger, indem er ihm detailliert schildert, was er angeblich seinem Sohn antat.

## Verfilmung
1958 wurde Die Sklavenkarawane verfilmt; der Film hat mit dem Buch jedoch nicht viel mehr als den Titel gemeinsam. Die Hauptrollen spielten Viktor Staal als Kara Ben Nemsi, Georg Thomalla als Hadschi Halef Omar und Theo Lingen als Sir David Lindsay. Allein daran, dass die Hauptfiguren Kara Ben Nemsi, Hadschi Halef Omar und Sir David Lindsay sind, kann man sehen, wie weit sich der Film von seiner Vorlage entfernte. Von den Figuren des Buches treten lediglich Pfotenhauer und Abu el Mot auf.

## Ausgaben (Auswahl)
- Karl May: Die Sklavenkarawane und weitere Erzählungen. Reprograph. Nachdr. d. 1. Buchausg., Stuttgart 1893. Auflage. Karl-May-Verlag / A. Graff, Bamberg / Braunschweig 1975, ISBN 3-7802-0241-7.